# Petneházyrét
Petneházyrét ([ˈpɛtnɛhaːziɾeːt]) est un quartier de Budapest situé dans le 2e arrondissement au cœur des collines de Buda à la frontière avec Budakeszi.